# Julian Kaczmarek
Julian Kaczmarek (ur. 26 sierpnia 1923 w Odolanowie, zm. 5 października 2009 w Warszawie) – polski oficer, pułkownik ludowego Wojska Polskiego, profesor doktor habilitowany, specjalista w dziedzinie strategii wojskowej i polityki bezpieczeństwa.

## Życiorys
Absolwent Oficerskiej Szkoły Artylerii (1947) oraz Akademii Sztabu Generalnego WP (1956), doktor nauk wojskowych (1962), doktor habilitowany (1969), profesor nadzwyczajny (1973), profesor zwyczajny (1983). Był pierwszym oficerem który uzyskał habilitację w ASG.
W latach 1947–1953 pracownik naukowo-dydaktyczny Oficerskiej Szkoły Artylerii, a od 1953 Akademii Sztabu Generalnego WP. W ciągu blisko 40-letniej służby w akademii był kolejno adiunktem (1953–1969), docentem (1969–1973), profesorem (od 1973) oraz pełnił funkcje zastępcy szefa katedry (1973–1981), zastępcy komendanta ASG ds. naukowych (1981–1983), zastępcy szefa instytutu (1983–1990). Jeden z głównych teoretyków wojennych w okresie PRL, wychowawca kilku pokoleń absolwentów Akademii Sztabu Generalnego WP. Po 1990 pozostał aktywny naukowo w Akademii Obrony Narodowej publikując szereg książek i opracowań na temat Unii Europejskiej oraz Paktu Północnoatlantyckiego.
Członek Komitetu Naukoznawstwa Polskiej Akademii Nauk (od 1976 roku), członek Prezydium Komitetu Terminologii Polskiej Akademii Nauk (od 1984), członek Centralnej Komisji Kwalifikacyjnej ds. Kadr Naukowych przy Prezesie Rady Ministrów (1973–1976).
Członek PPR (1947–1948) oraz PZPR (1948–1990). 

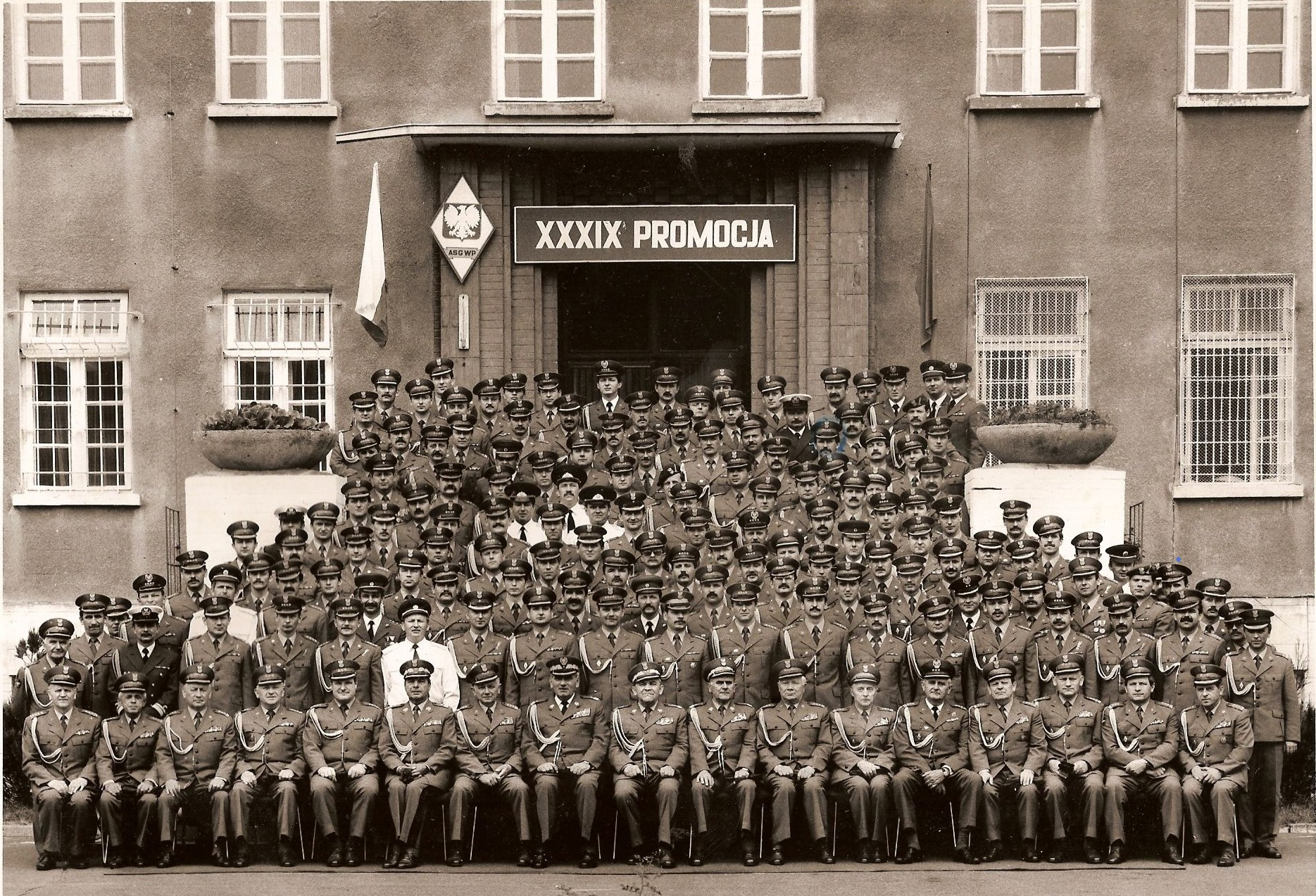
Kadra i absolwenci ASG WP w roku 1989, w pierwszym rzędzie 6 od lewej gen. bryg. Janusz Gumuliński, 7 - płk prof. Julian Kaczmarek, 8 - gen. bryg. dr Jan Celek, 9 - gen. dyw. prof. Władysław Mróz, 10 - gen. bryg. Kazimierz Leśniak, 11 - płk prof. Kazimierz Nożko, 13 - płk prof. Jerzy Machura.

## Odznaczenia i wyróżnienia
- wyróżnienie wpisem do Honorowej Księgi Czynów Żołnierskich (1976)
- 3 nagrody Ministra Obrony Narodowej
- Złote Pióro Żołnierza Wolności w dziale publicystyki militarno-politycznej i międzynarodowej (1983)[1]
- Krzyż Komandorski Orderu Odrodzenia Polski
- Krzyż Kawalerski Orderu Odrodzenia Polski
- Złoty Krzyż Zasługi
- Medal Komisji Edukacji Narodowej
- Medal 40-lecia Polski Ludowej
- Złoty Medal „Siły Zbrojne w Służbie Ojczyzny”
- Srebrny Medal „Siły Zbrojne w Służbie Ojczyzny”
- Brązowy Medal „Siły Zbrojne w Służbie Ojczyzny”
- Złoty Medal „Za Zasługi dla Obronności Kraju”
- Srebrny Medal „Za Zasługi dla Obronności Kraju”
- Brązowy Medal „Za Zasługi dla Obronności Kraju”
- tytuł honorowy Zasłużony Nauczyciel PRL
- Honorowy Medal „Za Zasługi dla Akademii Sztabu Generalnego WP”
- inne odznaczenia

## Publikacje
Autor ponad 300 prac z zakresu obronności państwa, w tym książek:
- Uderzenie i ogień (1972)
- Systematyka nauki wojennej (1977)
- Hipotetyczny charakter ewentualnej współczesnej wojny (1980)
- Wojna i doktryna wojenna: wybrane problemy (współautor, 1980)
- Zbiór podstawowych terminów z zakresu nauki i doktryny wojennej (współautor, 1980)
- Ludowe Wojsko Polskie w służbie narodu i państwa (1984)
- Doktryna obronna PRL (1984)
- Podręcznik kształcenia wojskowego w szkołach wyższych, część I-III (1984–1986)
- Pokój, wojna czy kataklizm atomowy (1986)
- Metodologia wojskowa badań naukowych (1989)
- Modele bezpieczeństwa europejskiego (1998)
- Bezpieczeństwo: Świat-Europa-Polska (współautor, 1998)
- NATO w systemie bezpieczeństwa świata (1998)
- NATO, Europa, Polska (współautor, 1999)
- Terroryzm i konflikty zbrojne a fundamentalizm islamski (2001)
- Unia Europejska: rozwój i zagrożenia (2001)
- Rada Europy (2002)
- Unia Europejska : trudne dojrzewanie (2003)
- Bezpieczny świat : utopia czy realna szansa? (2003)
- Współczesne bezpieczeństwo (2008)

## Źródła
- Kto jest kim w Polsce 1989, Wydawnictwo Interpress, Warszawa 1989, str. 488
- Dariusz Kozerawski Wyższe szkolnictwo wojskowe w Polsce w latach 1947-1967, Wyd. Neriton 2005